# El imperio de lo efímero
El imperio de lo efímero: La moda y su destino en las sociedades modernas es un ensayo del escritor francés Gilles Lipovetsky, publicado en el año 1987 bajo el nombre de L’Empire de l’éphèmére y cuya primera edición en <<Argumentos>> marzo de 1990 con la traducción de Felipe Hernández y Carmen López. Se trata de una crítica a cómo la moda se ha convertido en algo más que un placer estético. Reflejando así la asentación de bases como la igualdad o también la preocupación por el cuidado de la imagen o ética de uno mismo.

## Resumen
El imperio de lo efímero: La moda y su destino en las sociedades modernas es un ensayo que hace referencia a la moda, a sus características más profundas y transcendentes puesto que el autor explicará y reivindicará que no sólo es un placer estético o un accesorio más, pues hace un recorrido por la historia de la moda partiendo de su sentido insignificante en la Época Antigua a cómo ha ido ganando importancia y referencia en nuestra vida hasta llegar a la Edad Contemporánea . Todo ello pasando por las épocas en la que las sociedades se diferenciaban por las vestimentas que llevaban o la Edad Media desde la cual la moda se convertía en una estructura permanente de la sociedad y llegando a la conclusión que a medida que lo efímero toma importancia y desarrollo, habrá una mayor compresión. La moda se convierte en una forma de ver la vida, alcanzando así su máximo exponente sin dejar pasar que se producen cambios con gran rapidez, preguntándose así cuál va a ser el destino final de la moda.

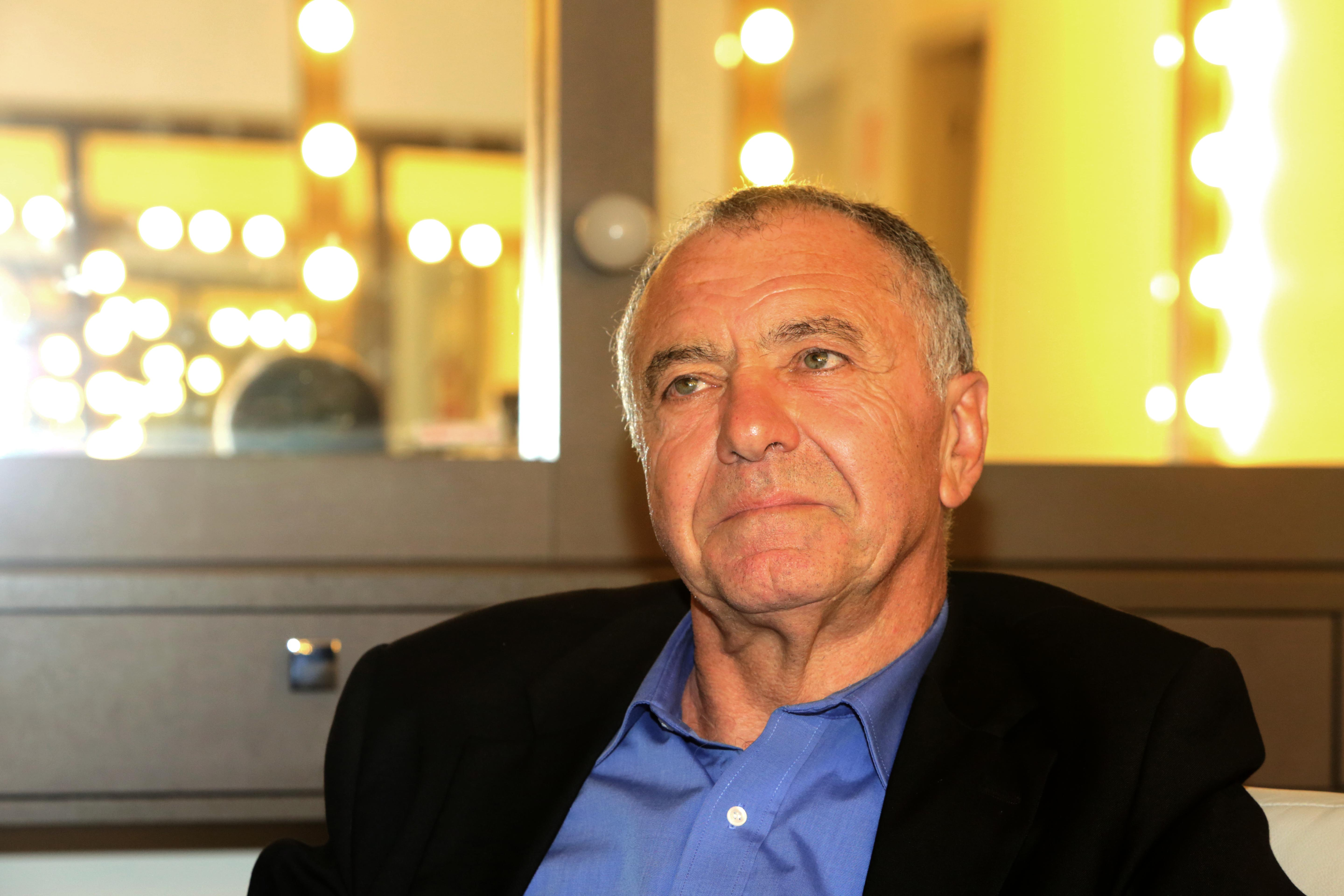
Autor del libro: Gilles Lipovetsky

El argumento que utiliza Lipovetsky para desarrollar el libro consiste en que la moda al relativizar la creencia en algo fundamental ha sentado las bases para la igualdad y la participación colectiva, siendo así y creando una sociedad más tolerante unida a una reflexión del problema actual de la contaminación. A pesar de ello, siempre hay y habrá contradicciones sociales pero el Estado tiene una posición concionadora. La moda se introduce en el centro de la modernidad occidental, de pleno en nuestras vidas.
El autor hace una equivalencia entre libertad, igualdad y placer, pues propone no sustituir ninguno por otro de ellos. Aunque es el individualismo el que está en el fondo de lo que él denomina ‘cultura de masas’, pero un individualismo que va a denominar ‘sonámbulo’.

## Capítulos

#### Primera Parte: Magia de las apariencias
1. La moda y occidente: el momento aristocrático
2. La moda centenaria
3. La moda abierta

#### Segunda Parte: La moda plena
1. La seducción de las cosas
2. La publicidad saca las uñas
3. La cultura en la moda media
4. El sentido a la deriva
5. Los progresivos desmoronamientos de lo social